# Battle.net
Battle.net, von Englisch battle (Schlacht) und net (Netz), ist eine Online-Spieleplattform von Blizzard Entertainment. Seit Ende 2017 lautet die offizielle Bezeichnung Blizzard Battle.net.

## Spiele
- Seit 1996: Diablo
- Seit 1998: StarCraft und dessen Erweiterung Brood War
- Seit 1999: Warcraft II Battle.net Edition
- Seit 2000: Diablo II und dessen Erweiterung Lord of Destruction
- Seit 2002: Warcraft III: Reign of Chaos und dessen Erweiterung The Frozen Throne
- Seit 2004: World of Warcraft und dessen Erweiterungen The Burning Crusade, Wrath of the Lich King, Cataclysm, Mists of Pandaria, Warlords of Draenor, Legion, Battle for Azeroth und Shadowlands
- Seit 2010: StarCraft II: Wings of Liberty und dessen Erweiterungen Heart of the Swarm und Legacy of the Void
- Seit 2012: Diablo III und dessen Erweiterung Reaper of Souls
- Seit 2014: Hearthstone: Heroes of Warcraft und dessen Erweiterungen
- Seit 2015: Heroes of the Storm
- Seit 2016: Overwatch
- 2017 bis 2019: Destiny 2
- Seit 2018: Call of Duty: Black Ops 4
- Seit 2019: Call of Duty: Modern Warfare
- Seit 2020: Call of Duty: Modern Warfare II
- Seit 2020: Call of Duty: Black Ops Cold War
- Seit 2022: Diablo Immortal
- Seit 2022: Overwatch 2
- Seit 2023: Diablo IV
- Seit 2023: Call of Duty: Modern Warfare III

## Kosten
Neben den allgemeinen Internetgebühren und den Kosten der Spiele fallen für den Nutzer keine weiteren Kosten an. Um mitzuspielen, benötigt der Spieler immer die neuste Version des jeweiligen Spieles, die beim Einloggen in das Blizzard Battle.net automatisch heruntergeladen wird.

## Funktionen
Das Angebot ist bei jedem Spiel etwas verschieden. Im Allgemeinen kann man serverweit Spiele hosten, diesen beitreten sowie unabhängig von dem Spiel, mit dem man sich im Blizzard Battle.net eingeloggt hat, verschiedene Räume betreten und miteinander chatten. Zudem hat jeder Spieler ein kleines Profil, in dem er Angaben über sich selbst machen kann.

## Cheating
Cheating im Blizzard Battle.net wird bestraft. Es gibt die sogenannten (unregelmäßigen) „Judgement Days“, bei denen viele Spieleraccounts und CD-Keys dauerhaft vom jeweiligen Spiel gesperrt werden.
Wird ein Spieler des Cheatens überführt, werden die entsprechenden Accounts geschlossen. Die zu deren Erstellung verwendeten CD-Keys (ohne die es keinen Zugang zum Blizzard Battle.net gibt) werden üblicherweise für einen Monat gesperrt. Wiederholungstäter sperrt das Unternehmen fast grundsätzlich für immer aus dem Blizzard Battle.net aus, was bedeutet, dass der gebrandmarkte Spieler das Spiel (und damit einen CD-Key) neu kaufen müsste, um wieder am Blizzard Battle.net teilnehmen zu können. Blizzard veröffentlicht immer wieder Zahlen, wie viele Spieler bzw. CD-Keys vom Blizzard Battle.net ausgeschlossen wurden. Diese Zahlen liegen meist im fünf- bis sechsstelligen Bereich. Die Zahl der insgesamt gesperrten CD-Keys bewegt sich bereits im hohen sechs-, wenn nicht sogar im siebenstelligen Bereich.
Zum Aufspüren der Cheater verwendet Blizzard ein dazu eigens entwickeltes, als Warden bezeichnetes Anti-Cheat-System.

## Sicherheit

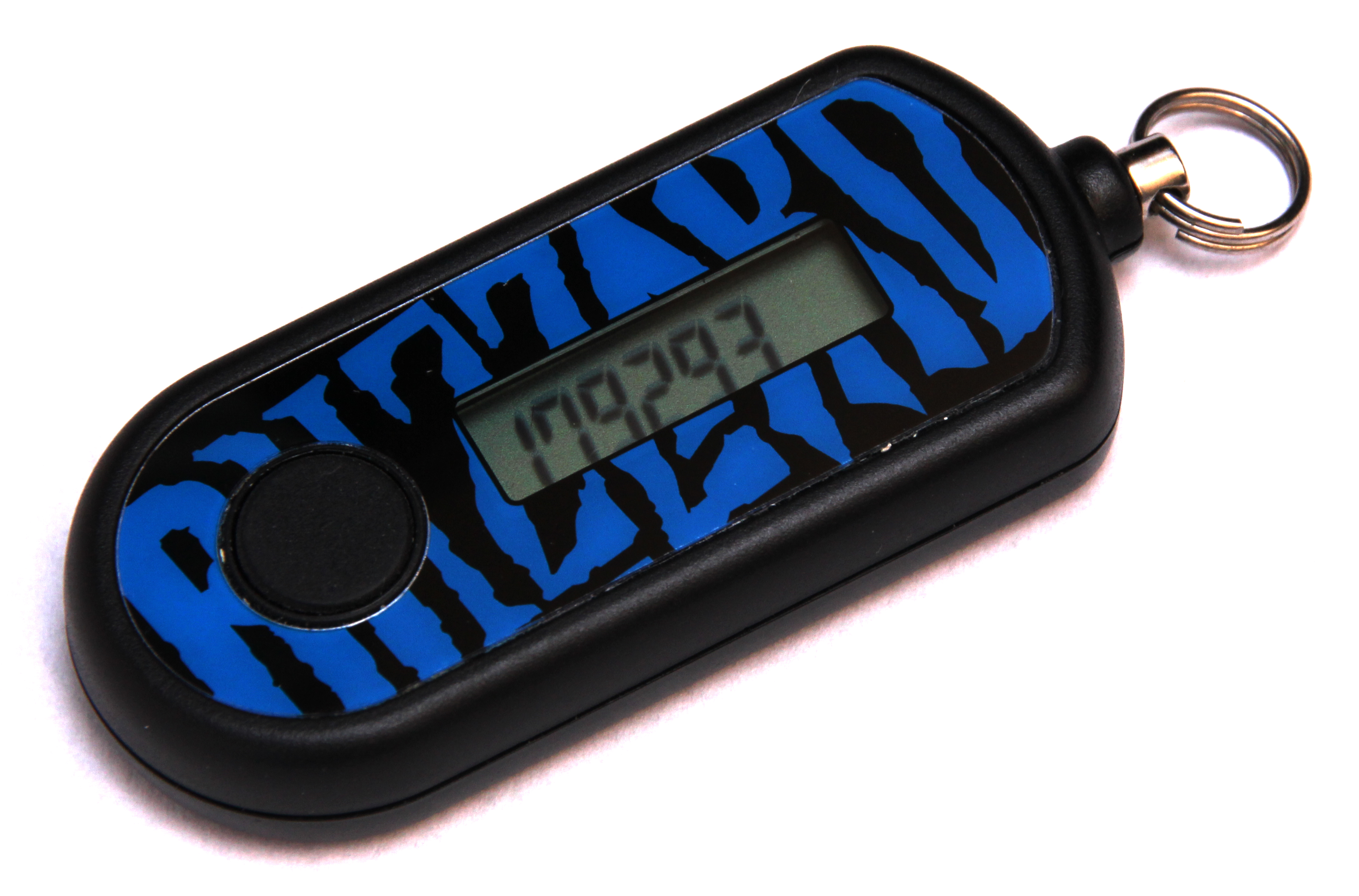
Security-Token für das Battle.net

Der Battle.net-Account kann mit einer Zwei-Faktor-Authentifizierung gesichert werden. Dafür gibt es seit 2008 ein Security-Token in Form eines Schlüsselanhängers. Im Jahre 2009 folgte eine App für iOS und Android mit derselben Funktionalität.